# Casa circondariale Lorusso e Cutugno
La Casa circondariale Lorusso e Cutugno, nota colloquialmente come carcere delle Vallette o semplicemente Le Vallette, è una prigione statale italiana situata nel quartiere Vallette di Torino.
Ha una capienza regolamentare di 1117 detenuti, sebbene le presenze attestate al 31 dicembre 2024 siano state 1429, con una media annuale di presenze pari a circa 1450 detenuti.

## Storia
Il complesso penitenziario fu costruito nel 1978 dopo l'emanazione della legge 26 luglio 1975, n. 354 per la riforma dell'ordinamento penitenziario, venendo inaugurato nel 1986 per sostituire il complesso carcerario delle Nuove. Due anni dopo l'inaugurazione la direzione delle biblioteche civiche di Torino inaugurò una prima biblioteca all'interno dell'istituto, con una dotazione iniziale di circa 3000 volumi. Nel 1999-2000 la struttura è stata ampliata con la costruzione del padiglione E.
Nel 2003 la prigione è stata intitolata ai poliziotti Giuseppe Lorusso e Lorenzo Cutugno, entrambi vittime del terrorismo durante gli anni di piombo.

## Descrizione
Il complesso si trova in via Maria Adelaide Aglietta, 35, nel quartiere Vallette di Torino.
La struttura è composta da otto padiglioni (identificati con lettere dalla A alla G) che ospitano tutti i circuiti detentivi previsti dall'ordinamento penitenziario italiano ad eccezione del 41-bis. Al di fuori del perimetro murario del complesso vi è la cosiddetta palazzina dei Semiliberi, dove è ospitato un istituto a custodia attenuata per detenute madri (ICAM), riservato alle madri con figli minori di 6 anni.